# Den røde Kristus
Den røde Kristus (Den røde Jesus) er et maleri af den tyske maler Lovis Corinth.
Billedet af korsfæstelsen af Jesus blev malet på træ i 1922 som et oliemaleri.
Det ca. 130×107 cm store maleri ejes siden 1956 af Bayerische Staatsgemäldesammlungen og udstilles i Pinakothek der Moderne i München.
Maleriet er et af mange malerier fra Corinths kreative periode, hvor han beskæftigede sig med Jesu korsfæstelse og lidelseshistorie.
Han malede denne ekspressionistiske version på træ, som det var tilfældet med historiske altertavler.
Også hans sidste maleri behandlede dette tema: et selvportræt fra 1925 i skikkelse af den lidende Jesus (Ecce homo, 'Se, her er manden!' Joh 19,5).

## Billedbeskrivelse
Billedet viser en korsfæstelsesscene med Jesu korsfæstede krop centralt i billedet, forskubbet en smule mod venstre.
Billedkanten afskærer hænderne ved de øverste hjørner af billedet, således at hverken hænderne eller korsets vandrette stykke kan ses.
Fødderne og højre knæ rører ved bunden af billedet.
Ifølge Sonja de Puinef 'dominerer og sprænger' den lidende Jesu legeme kompositionen med 'hænderne ragende ud over billedrammen'.
Scenen bliver på den måde 'meget præcist indpasset i det usædvanligt overfyldte billedrum'.
Kroppen er drejet mod venstre i beskuerens retning og hænger på korset med armene strakt ud og knæene bøjede.
Hovedet med tornekronen er faldet til siden mod venstre skulder, øjnene ser fremad i retning af beskueren.
Kroppen er hovedsageligt holdt i hvidt og er nøgen og blødende, kun med et klæde rundt om lænden.
Korset er kun genkendeligt i den nederste del af billedet mellem benene, over de fastnaglede fødder.
Solen overstråler den øverste del af billedet, og korsets tværstang er uden for billedet og kan kun formodes.
For beskueren er det således ikke gennemskueligt, om og hvordan (selve) kroppen er fastgjort.
Under venstre bryst stikkes en lanse eller et spyd ind i den korsfæstede krop af en mand, der står i billedets nederste venstre hjørne; blod sprøjter fra såret ud over kroppen.
Det er sandsynligvis Longinus nævnt i Bibelen, den romerske soldat der siges at have stukket et spyd i Jesu side efter hans død. (Joh 19,34) :
"... men en af soldaterne stak ham i siden med et spyd, og der kom straks blod og vand ud. ..."
I venstre side af billedet er der to andre figurer, der skal repræsentere apostlen Johannes og Jomfru Maria.
Johannes, med en rød kappe, står lidt bag den hjælpeløse Maria i blå kappe.
I billedets højre side kan man se en anden figur, som på en lang gren – en isopstængel – rækker en svamp op til Jesus, som ifølge Johannesevangeliet er gennemvædet af eddike. (Joh 19,29) :
"... Der stod et kar fyldt med eddike. De satte så en svamp fyldt med eddiken på en isopstængel og stak den op til hans mund. ..."
Alle med undtagelse af den hjælpeløse Maria ser i retning af kroppen på korset.
Baggrunden danner en tredelt komposition.
Mens der er tre personer på jorden til venstre for kroppen, er landskabet på højre side uklart, og kun i det nedre område vises en enkelt person.
Billedet viser et sølandskab i stedet for bjerget Golgata ('Hovedskalsted' Joh 19,17), hvor korsfæstelsen ifølge Det Nye Testamente skulle have fundet sted.
Horisontlinjen ligger på den korsfæstede krops brystniveau; derover himlen og i den tredje sektion mellem de forlængede arme solen med accentuerede solstråler.
Både himlen, sølandskabet og solen er spredt iblandet rød farve, der skaber et indtryk af tusmørke.
Billedet er dateret og underskrevet med gult på to linjer øverst i venstre hjørne: "Lovis Corinth 1922".

## Baggrund, anledning, tilblivelse og fortolkning
Den fremstillede korsfæstelsesscene svarer i det væsentlige til beskrivelsen i Johannesevangeliet.
Det drejer sig om en sammenfatning af flere på hinanden følgende scener beskrevet i Johannesevangeliets kap. 19 vers 29-34 (Joh 19,29-34) om Jesu død:
"... (29) Der stod et kar fuldt af eddike; de satte da en svamp fuld af eddike på en isopstængel og holdt den til hans mund. (30) Da nu Jesus havde taget eddiken, sagde han: "Det er fuldbragt;" og han bøjede hovedet og opgav ånden. (31) Da det nu var beredelsesdag, bad jøderne Pilatus om, at benene måtte blive knust og legemerne taget ned, for at de ikke skulle blive på korset sabbaten over; thi denne sabbatsdag var stor. (32) Da kom stridsmændene (soldaterne) og knuste benene på den første og på den anden af dem, som var korsfæstet med ham. (33) Men da de kom til Jesus og så, at han allerede var død, knuste de ikke hans ben. (34) Men en af stridsmændene stak ham i siden med et spyd, og straks flød der blod og vand ud. ..." – (Lettere moderniseret udgave fra 1907 Arkiveret 24. maj 2019 hos  Wayback Machine – Nyere version fra 'Bibelselskabet' 1992: Joh 19,29-34) –  
Corinth malede billedet 'på træ i traditionen for maling af altertavler hos gamle tyske og hollandske malere.' 
Fremstillingen er beskrevet som 'den forfærdeligste fortolkning af emnet', der 'brutalt' viser 'martyriets rædsel'.
Ifølge Andrea Bärnreuther valgte Corinth en ekspressionistisk malestil fordi 'indsigt i grænserne for naturalistisk gengivelsen, som man må afstå fra, hvor det drejer sig om det der ikke kan fattes − det der ikke er umiddelbart tilgængelig for sanserne − og den naturalistiske gengivelse (derved) kun vil blive udtryk for tavshed (de: Sprachlosigkeit).'
Bärnreuther ser også i fremstillingsmåden en 'hæslighedens æstetik', der går 'ud over de æstetiske grænser' og 'i abstraktionens brutalitet ser figuren som udtryk for et 'angreb på sansningen' (de: "Angriff auf die Wahrnehmung"),
derved, at alle regler for god smag er tilsidesat med den pågående (verletzende) vilkårlighed i brugen af den allestedsnærværende røde farve og ikke mindst den voldsomme farvebrug med tykke flager eller pletter og den maltrakterende behandling med paletkniv og pensel.
Sonja de Puinef ser billedet i lyset af Tysklands politiske situation i 1922 og Corinths personlige situation.
I 1922 − fire år efter afslutningen af 1. verdenskrig − var der flere inflationsbølger i Tyskland.
Samtidig var Corinths sundheds- og mentale tilstand på et lavpunkt.
I et brev til hustruen Charlotte Berend-Corinth fra den 23. september, hvor han arbejdede på billedet, beskrev Corinth sin utilfredshed med arbejdet. Han skrev:
"Desværre er jeg blevet meget doven. Med 'Jesu død' arbejder jeg uden megen lyst. Jeg malede hurtigt et stilleben; også uden lyst. Det er som altid dovent."    – Tysk: 'Ich bin leider sehr faul geworden. An dem Brett „Tod Jesu“ arbeite ich sehr unlustig. Ein Stilleben habe ich schnell gemalt; auch ohne Lust. Es ist wie immer faul.'
Ifølge Sonja de Puinefs tolkning 'er der ingen tvivl om, at hans billede af Jesus med uklare ansigtstræk er en projektion af lidelserne hos kunstneren selv og videre hos en hel nation.'
Hun fremfører også at Corinth valgte 'et religiøst emne af universel betydning til at udtrykke sin personlige rystelse' (de: Erschütterung).
På den dag i 1925, hvor Corinth afsluttede sin Ecce homo, malede han et selvportræt som en 'smertens mand' − Selbstbildnis als Schmerzensmann − hvor han identificerede sig direkte med den lidende Jesus ved at give ham sine egne ansigtstræk.

## Indplacering i Corinths øvrige arbejder
Maleriet Den røde Kristus er fra 1922 og således et af de sene værker af den daværende 64-årige kunstner.
Det er en af mange fremstillinger af Jesu lidelseshistorie, som Corinth malede i løbet af sit liv.
Hans første solgte maleri var et med Jesu nedtagelse fra korset fra 1895, og hans sidste billede i 1925 viste ham selv i en 'Ecce homo'-situation ('Se, her er manden!' Joh 19,5).
Hans malestil udviklede sig fra en naturalistisk som i Kreuzabnahme ('Nedtagningen fra korset') 1895 og Das Große Martyrium ('Det store martyrium') fra 1907 til en ekspressionistisk stil som i Den røde Kristus og Ecce homo.
| - Malestil: fra naturalisme til ekspressionisme - Kreuzabnahme, 1895 'Nedtagningen fra korset' - Das Große Martyrium, 1907 'Det store martyrium' - Ecce homo, 1913 'Se, her er manden!' Joh 19,5 - Ecce homo, 1925 |

Allerede 1917 malede Corinth en ekspressionistisk akvarel af en blødende og forvredet, korsfæstet Jesus, der ifølge Andrea Bärnreuther var en forløber for den korsfæstede skikkelse i Den røde Kristus.
Her ses Jesu legeme hængende på korset med udstrakte arme og spredte fingre; til højre stikker en soldat ham i siden med en lanse.
Som indbegrebet af 'fysisk og psykisk smerte' kan det ifølge Horst Uhr kun sammenlignes med Matthias Grünewalds pestkrucifiks fra begyndelsen af 1500-tallet.
I akvarellen er Jesus skildret med et løveansigt, som ifølge middelalderens ikonografi er symbol på opstandelsen.
Detaljer træder i baggrunden til fordel for den hurtige, ekspressive malestil.
1923 tog Corinth motivet med den røde Kristus op i en lidt anden form i en kridttegning hvor de forskellige mennesker ved korset fremtræder i et rumligt tomrum og kun vises utydeligt og forsvindende.
Tegningen tjente tilsyneladende som en undersøgelse for et grafiktryk Corinth lavede samme år.
Som Den røde Kristus er også denne tegning præget af ekspressionismen i kunstnerens senere værker.
| - Sammenligning med Matthias Grünewalds Isenheimer Altar - Korsfæstet Jesus, 1917 blyant og akvarel - Kreuzigung, 1923 Korsfæstelse, tegning - Fra korsfæstelsesdelen af Matthias Grünewalds Isenheimer Altar beg. af 1500-tallet (detalje) |

## Proveniens
Den røde Kristus blev udstillet i 1922 i Berliner Sezession.[kilde mangler]
Indtil 1956 var det ejet af kunstnerens kone Charlotte Berend-Corinth der tog det med da hun i 1939 udvandrede til USA,
hvor det blev vist i adskillige udstillinger.[kilde mangler]
Via kunsthandleren Resch i Garching bei München kom billedet 1956 til Bayerische Staatsgemäldesammlungen.